# Piezometer

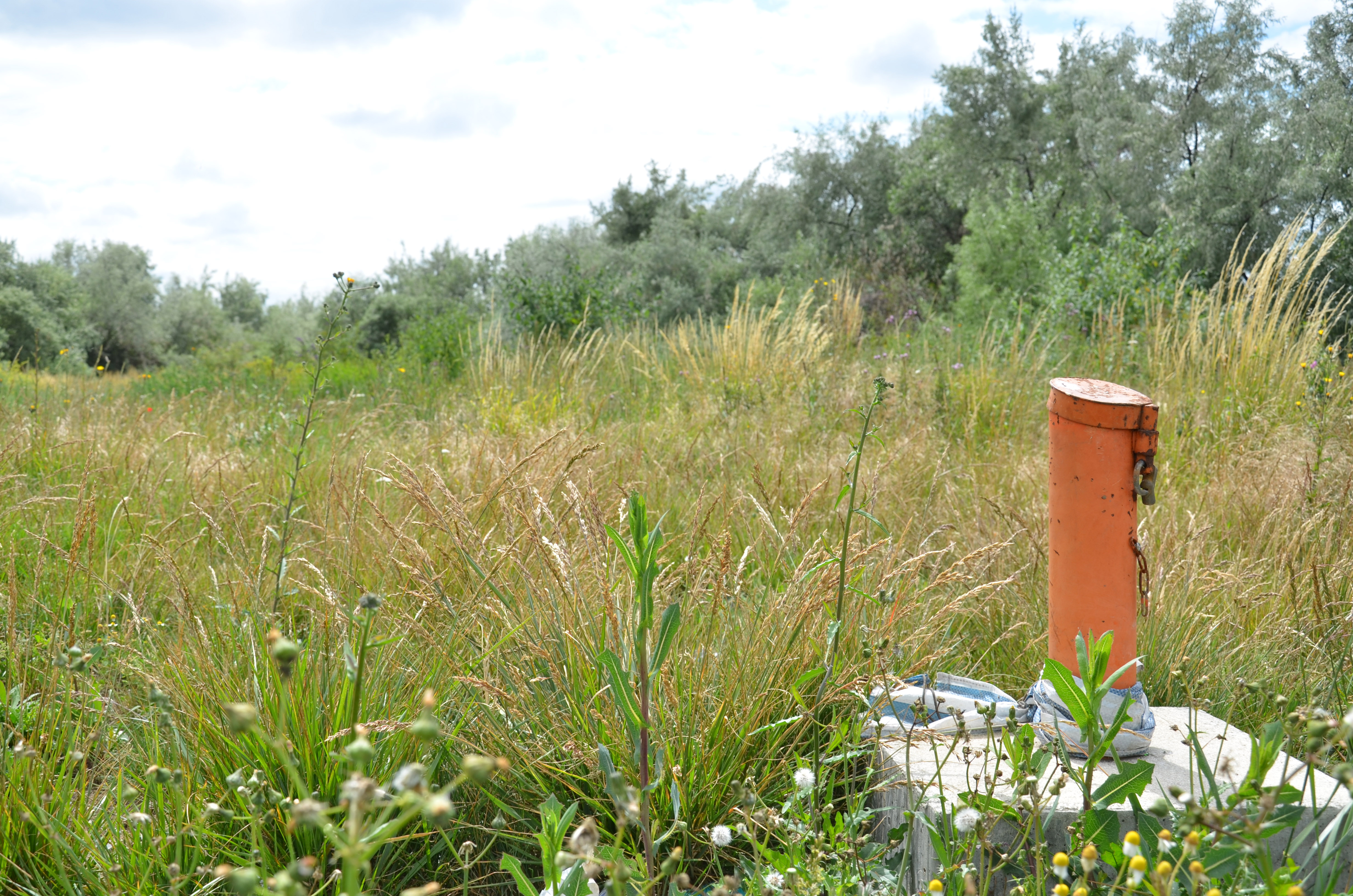
Messstelle mit Piezometer

Ein Piezometer (von griech. πιέζειν, „drücken“) ist ein Messgerät zur Bestimmung hoher mechanischer (meist hydrostatischer) Drücke.

## Funktionsweise
Während zur Messung von hohen Drücken meist ein Sensor auf Basis des Piezoeffekts oder der Elektrostriktion zum Einsatz kommt, verwendet man bei der Untersuchung von Rohrleitungen und in der Geotechnik (in Bohrlöchern, Gesteinsporen, Schüttungen und Gründungen) Messgeräte, welche die Durchwölbung einer Membran erfassen, die dem zu messenden Druck ausgesetzt ist.
Zwischen der Membran und dem Sensorgehäuse wird ein gespannter Draht durch angelegte elektrische Pulse in Schwingung versetzt. Messgröße ist die Resonanzfrequenz, die von der mechanischen Drahtspannung und damit über die Membranwölbung vom Umgebungsdruck abhängt.

## Anwendungen
Das Piezometer wurde erstmals 1822 von dem dänischen Physiker und Chemiker Hans Christian Ørsted konstruiert.
Langguth & Voigt beschreiben verschiedene Verfahren, in denen ein Piezometer zur Bestimmung des Durchlässigkeitsbeiwertes eines Grundwasserleiters verwendet wird.